# Perle Mesta
Pour les articles homonymes, voir Mesta (homonyme).
Perle Reid Mesta, née Pearl Skirvin le 12 octobre 1889 à Sturgis (Michigan) et morte le 16 mars 1975 à Oklahoma City (Oklahoma), est une socialite et diplomate américaine. Membre du Parti républicain, du Parti démocrate puis à nouveau du Parti républicain, elle est ambassadrice des États-Unis au Luxembourg entre 1949 et 1953.

## Biographie
Elle est la fille de William Balser Skirvin (en), millionnaire de l'Oklahoma qui a fait fortune dans le pétrole et a fondé le Skirvin Hotel. Sa plus jeune sœur est l'actrice de film muet Marguerite Skirvin (1896-1963). En 1916, elle épouse George Mesta, un fabricant d'acier de l'ouest de la Pennsylvanie mais qui meurt en 1925. Elle est la seule héritière de sa fortune de 78 millions de dollars (1,07 milliard de dollars de 2017). Elle s'installe à Newport (Rhode Island), puis à Washington (district de Columbia) en 1940. Elle possède également une maison dans la banlieue de Pittsburgh, à West Homestead, où se trouve l'usine Mesta Machinery de son défunt mari, mais elle n'y passe que peu de temps, ne s'estimant guère acceptée par la haute société de Pittsburgh. En 1944, elle change l'orthographe de son prénom en « Perle ».
Elle s'investit au sein du National Woman's Party et défend l'amendement sur l'égalité des droits. D'abord républicaine, elle passe au Parti démocrate en 1940 et soutient Harry S. Truman, qui la récompense en la nommant à la tête de l'ambassade américaine au Luxembourg entre 1949 et 1953. Après le scandale du Watergate et sa démission, en juin 1975, l'ancien président Richard Nixon a déclaré : « Perle Mesta n'a pas été envoyée au Luxembourg parce qu'elle avait de gros seins. Elle a été envoyée au Luxembourg parce qu'elle a fait une importante contribution ». Le 14 mars 1949, elle figure en une de Time.

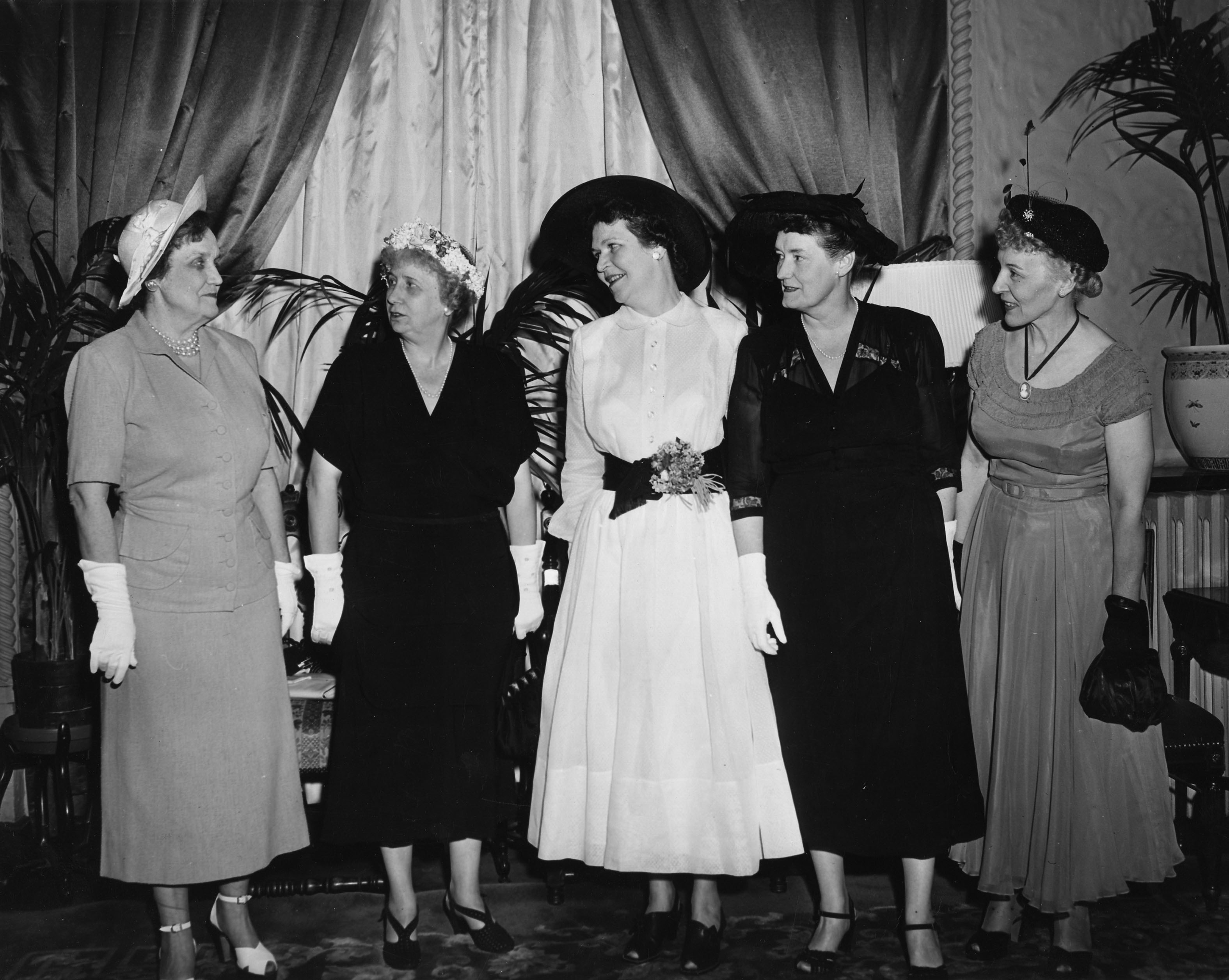
La Première dame américaine Bess Truman en 1950 avec plusieurs femmes importantes du Parti démocrate. De gauche à droite : Perle Mesta, Bess Truman, la trésorière des États-Unis Georgia Neese Clark et les vice-présidentes du comité national démocrate et.

Elle fait partie de la première génération de femmes ambassadrices américaines avec Ruth Bryan Owen, Florence Jaffray Harriman et Eugenie Anderson.
Elle est surtout connue pour les fêtes qu'elle organise, qui réunissent des membres du Congrès, des ministres et d'autres sommités, qui mêlent des personnalités mondaines des deux grands partis américains. Être invité à l'une de ses soirées est alors le signe d'avoir intégré le cercle restreint de la haute société de Washington. Son influence culmine pendant l'ère Truman mais en tant qu'ancienne amie du couple Eisenhower, elle maintient sa position sociale tout au long des années 1950 et ce malgré son soutien au Parti démocrate. Son pouvoir diminue considérablement avec la montée des Kennedy à partir de 1960. Elle était certes proche de Rose Kennedy, mais un écart de génération la séparait de Jacqueline Kennedy. Elle continue cependant d'organiser des fêtes.
En 1960, elle publie une autobiographie : Perle : My Story. Elle est le sujet d'un livre de Paul Lesch, Playing Her Part: Perle Mesta in Luxembourg. Ce dernier a également réalisé un documentaire sur le séjour de Perle Mesta au Luxembourg intitulé Call Her Madam (Samsa Film, 1997), dont le titre est tiré de la comédie musicale Call Me Madam (1950), inspiré de l'épisode diplomatique de Perle Mesta et où Ethel Merman tient le rôle titre. Dans un article de Thomas Mallon (en) en 2009, elle est identifiée comme ayant servi de modèle pour le personnage de Dolly Harrison du roman Advise and Consent d'Allen Drury en 1959.
Le cocktail Black Russian est créé en 1949 en son honneur par Gustave Tops, un barman belge de à l'hôtel Métropole de Bruxelles.
Elle meurt en 1975 à l'âge de 85 ans à Oklahoma City. Elle est enterrée avec mari au cimetière d'Homewood de Pittsburgh.